# Ібрат
Ібра́т (тадж. Ибрат) — село у складі Хатлонської області Таджикистану. Входить до складу Туґарацького джамоату Восейського району.
Село розташоване на річці Яхсу.
Назва села означає приклад.
Населення — 1340 осіб (2010; 1324 в 2009).
Через село проходять автошлях Восе-Маскав.